# Halecium dufresnae
Halecium dufresnae is een hydroïdpoliep uit de familie Haleciidae. De poliep komt uit het geslacht Halecium. Halecium dufresnae werd in 1977 voor het eerst wetenschappelijk beschreven door Millard. 